# Carlo Maria Curci
Carlo Maria Curci (Nápoles, 4 de septiembre de 1809 - Florencia, 8 de junio de 1891) fue un jesuita italiano, fundador de la La Civiltà Cattolica.  

## Vida
Tras su ordenación sacerdotal, fue profesor dos años en Lecce, predicador por un año en Faenza y enseñó Sagrada Escritura y hebreo en Nápoles, después de esto pronto alcanzó fama como predicador en el centro meridional de Italia. Su carácter fogoso le causó varios traslados y enfrentamientos a lo largo de su vida profesional. Escribió entre los años 1845-1849 varias obras en defensa de la Compañía de Jesús contra los ataques de Vincenzo Gioberti.
Al volver a Nápoles tras su exilio (1848-1849) en Malta y París, Curci, bajo los auspicios de Pío IX y con la colaboración de Matteo Liberatore, Antonio Bresciani y Luigi Taparelli, fundó en Nápoles La Civiltà Cattolica, (1850) una revista (trasladada a Roma unos meses después) que propugnaba el poder temporal pontificio. Pronto mostró su excepcional talento periodístico, pero su memoria sobre los cuatro años de la revista provocó la ira del gobierno napolitano, y Curci fue exilado a Bolonia, (1854) fuera ya de La Civiltà y mal visto por sus redactores. A pesar de lo anterior, hasta 1866, contribuyó a la revista con más de 200 artículos, por lo general, conservadores y polémicos.
Tras la toma de Roma (20 de septiembre de 1870) por las tropas italianas, Curci se sintió dividido entre su oposición a lo sucedido y su defensa del poder temporal de los papas. Influido por el pensamiento de Taparelli y de Carlo Passaglia, adoptó una posición única entre los jesuitas italianos: juzgó negativamente el autoaislamiento del Papa en el Vaticano, escribió y trabajó para que la Iglesia aceptase como providencial la realidad surgida con la ocupación de Roma, y preconizó una conciliación entre el nuevo Estado y la Iglesia católica.
Entre 1874 y 1885, publicó sus obras contra el poder temporal papal (así como un memorial a Pío IX, que desagradó al Papa), y las reformistas, fieles al magisterio doctrinal de los papas, pero contrarias a la actitud cerrada del papado hacia la nueva realidad política y cultural; su tono áspero dañó, sin duda, a Curci. Por estas ideas, de las que no aceptó retractarse, fue expulsado (1877) de la Compañía de Jesús, y luego suspendido a divinis (1884) por León XIII. Sus tres últimas obras, asimismo, fueron puestas en el Índice de libros prohibidos. Menos de dos semanas antes de su muerte, fue readmitido en la Compañía de Jesús por el Prepósito General Anton Anderledy. Sepultado en Careggi (Florencia), sus restos fueron trasladados, casi un siglo después, a Roma (11 de enero de 1989), donde reposan en el panteón jesuita del cementerio comunal monumental Campo Verano.

## Pensamiento
En una evaluación adecuada de la obra de Curci se deben tener en cuenta varios factores: a nivel personal, su carácter impulsivo e inestable, siempre demasiado seguro de sí, su limpieza de vida sacerdotal y su sentido ignaciano de servicio, mientras que en el marco histórico, la Iglesia estaba limitada en su libertad y privada de sus derechos, así como muy centralizada, cerrada a toda acomodación a la cultura moderna, y puesta a la defensiva contra el idealismo, liberalismo y positivismo. Atraído por el reformismo de Antonio Rosmini y Guglielmo Audisio, Curci propuso una renovación espiritual, litúrgica, pastoral y política que diera pie a una recristianización de los italianos, divididos por la cuestión político-religiosa de la unidad nacional, y de los otros católicos europeos, acosados por el indiferentismo filosófico y práctico.
Relegada la teología controversista, la Sagrada Escritura y el tomismo debían constituir el núcleo doctrinal de la reforma. Curci sometió a reflexiones críticas particularmente agudas temas tan sensibles como el estado del clero y de la Compañía de Jesús, la función internacional del papado, la reevaluación del puesto del laicado en la Iglesia, la primacía de la conciencia, el socialismo y la función socio crítica de la Iglesia, y el deber de los católicos a participar en la vida política. Anticipó opiniones y prácticas, que más tarde se generalizaron, sobre todo desde el Concilio Vaticano II.
Fue notable su perspicacia en leer los signos del tiempo y dar una interpretación teológica de los sucesos políticos y sociales. Quizás fue clarividente su previsión de una diáspora general de la Iglesia en un mundo neopagano, especialmente en Europa, donde se pasaría del ateísmo a la «apostasía social». Según Curci, un nuevo cristianismo surgiría en las Américas y Asia, mientras la misma Roma sería abandonada por los papas, que sólo conservarían de ella el título episcopal.
El programa reformista de Curci nacía precisamente de su deseo de encauzar las consecuencias del ateísmo europeo. Por esto, aunque estimulado inicialmente por lo que veía en Italia, presentó una perspectiva universal y, con auténtica intuición precursora, arribó a soluciones válidas para toda la Iglesia.

## Obras
- Fatti ed argomenti in risposta alle molte parole di Vincenzo Gioberti intorno ai Gesuiti nei prolegomeni del primato (Nápoles, 1845).
- Semplice esposizione dei fatti seguiti nella uscita dei PP. Gesuiti da Napoli (Malta, 1848).
- Una divinazione sopra le tre ultime opere di Vincenzo Gioberti 2 v. (París, 1849).
- La demagogia italiana ed il Papa-Re. Pensieri di un retrogrado sulla novissima condizione d'Italia (París, 1849).
- Lezioni esegetiche e morali sopra i quattro vangeli 5 v. (Florencia, 1874-1876).
- Il moderno dissidio tra la Chiesa e l'Italia (Florencia, 1878).
- La nuova Italia e i vecchi zelanti (Florencia, 1881).
- Il Vaticano regio, tarlo roditore della Chiesa cattolica (Florencia, 1883).
- Lo scandalo del Vaticano regio (Florencia, 1884).
- Memorie utili di una vita disutile (Florencia, 1891).